# Prisión de Plötzensee

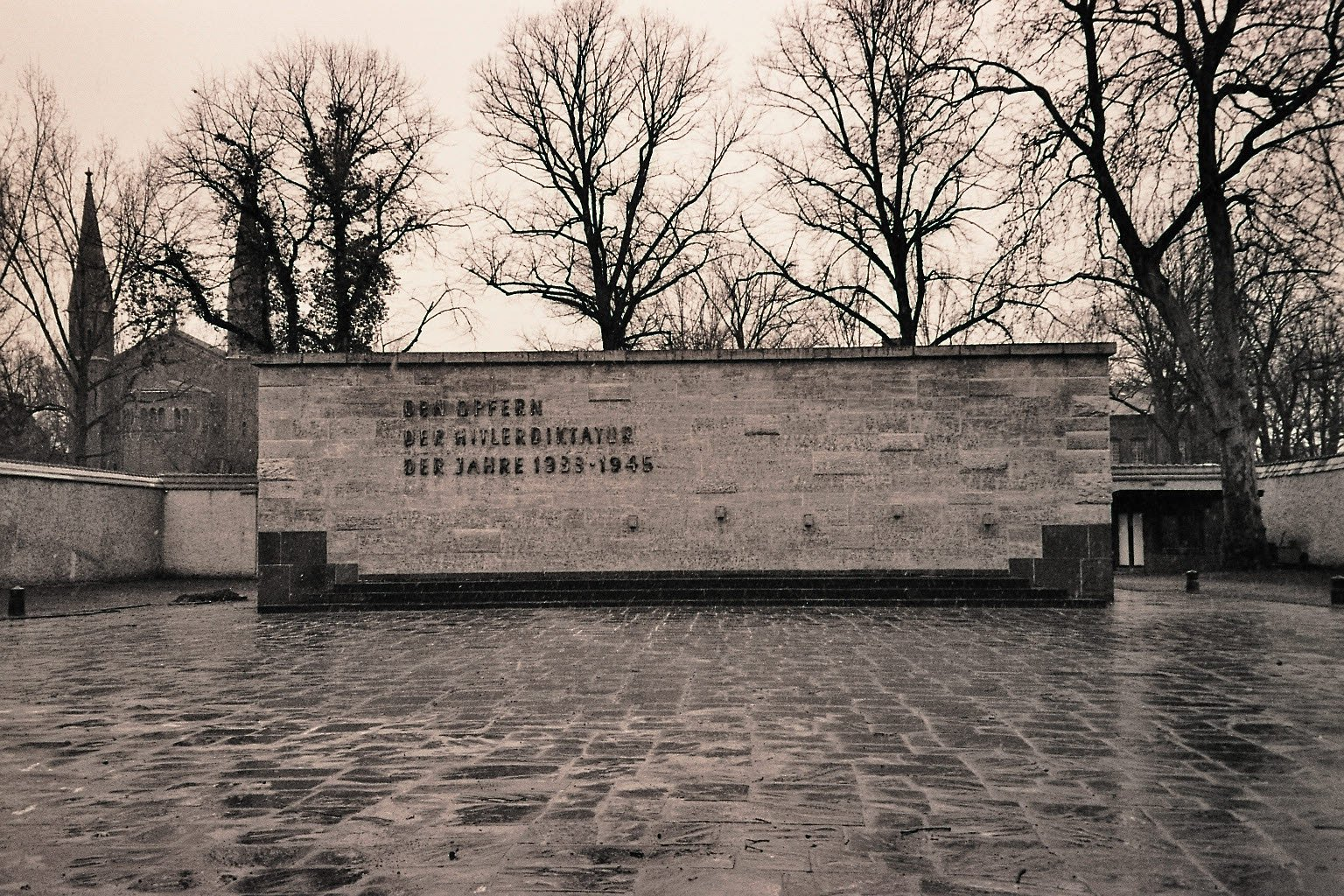

La prisión de Plötzensee consta de 1868 a 1879 como una cárcel a las puertas de Berlín. Cubre un área de más de 25 hectáreas, con un complejo de edificios con capacidad para 1.200 presos, tales como, además de la propia cárcel, edificios administrativos, edificios agrícolas, cuarteles de trabajo, un hospital penitenciario, y viviendas para los guardias, construidos en ladrillo rojo.

## La prisión de Plötzensee
Poco después del acceso al poder por el Partido Nacionalsocialista Alemán en el año 1933, las condiciones en las cárceles fueron aún más estrictas. Los objetivos de la prisión son ahora el castigo, la disuasión y la "erradicación". Plötzensee recibe una nueva función y ahora sirve de cárcel para presos políticos criminales, juzgados por los tribunales especiales instituidos en el año 1933, siguiendo la doctrina de la Sala de Corte (conocida como "Tribunal Popular") implantada en el año 1934".
Durante la guerra, los extranjeros detenidos como trabajadores forzados a Alemania son traídos a la cárcel. Ellos se suman a la mayoría de los prisioneros, alemanes con breves penas de prisión, presos políticos, prisioneros condenados a muerte, y delincuentes con penas de prisión de un año. Algunos de ellos, después de la sentencia, se transfieren a la policía judicial, por lo general, e incluidos como "Vorbeugehäftlinge" en los campos de concentración.
En un ataque aéreo en el otoño de 1943, la prisión de Plötzensee es afectada. Los tres grandes-Zellenbau (Cámara III), en la que los prisioneros condenados a muerte están retenidos, son dañadas considerablemente. El hacinamiento, a menudo, una nutrición inadecuada y el retraso o denegación de asistencia médica empeoran las condiciones de vida de los prisioneros de guerra. En la primavera de 1945, los prisioneros son puestos en libertad paulatinamente. Cuando el Ejército Rojo llega a la prisión el 25 de abril de 1945, es un campo desierto.
En el año 1945, los aliados la convierten en prisión para los presos nazis. La gran-Zellenbau no será reconstruida, siendo demolida la cámara III.
En el año 1951, el Senado de Berlín inaugura un monumento en Plötzensee. El diseño es del arquitecto Bruno Grimmek. Algunas partes de la "Hinrichtungsschuppens" serán demolidas, será un "Gedenkwand" construido. La colocación de la primera piedra para el monumento tendrá lugar el 9 de septiembre de 1951, siendo inaugurado el 14 de septiembre de 1952 como un lugar de conmemoración y recuerdo a todas las víctimas silenciosas de la dictadura nazi.

## Plötzensee las ejecuciones en 1933-1945
En Plötzensee se ejecutó a un total de nueve ciudadanos españoles durante el período 1939-1945 según la información que proporciona la página web Die Gedenkstätte Plötzensee, sin indicación de nombres, sexo ni afiliación geográfica y/o política de los españoles allí ejecutados.

## Víctimas prominentes
- Abdulla Aliş
- Cato Bontjes van Beek
- Liane Berkowitz
- Robert Bernardis
- Eugen Bolz
- Eva-Maria Buch
- Musá Cälil
- Hans Coppi
- Hilde Coppi
- Alfred Delp
- Benita von Falkenhayn
- Erich Fellgiebel
- Eberhard Finckh
- Julius Fučík
- Jakob Gapp
- Carl Friedrich Goerdeler
- Hans Bernd von Haeften
- Albrecht von Hagen
- Elise y Otto Hampel
- Georg Hansen
- Arvid Harnack
- Mildred Harnack
- Paul von Hase
- César von Hofacker
- Ulrich von Hassell
- Egbert Hayessen
- Wolf-Heinrich Graf von Helldorf
- Albert Hensel
- Liselotte Herrmann
- Erich Hoepner
- Caesar von Hofacker
- Helmuth Hübener (17 años)
- Friedrich Gustav Jaeger
- Otto Kiep
- Johanna Kirchner
- Hans Georg Klamroth
- Friedrich Klausing
- Theodor Korselt
- Alfred Kranzfelder
- Karlrobert Kreiten
- Adam Kuckhoff
- Julius Leber
- Wilhelm Leuschner
- Hans Otfried von Linstow
- Helmuth James Graf von Moltke
- Renate von Natzmer
- Vera Obolensky
- Paul Ozgorkow
- Erwin Planck
- Johannes Popitz
- Adolf Reichwein
- Rudolf von Scheliha
- Fritz-Dietlof von der Schulenburg
- Harro Schulze-Boysen
- Libertas Schulze-Boysen
- Elisabeth Schumacher
- Ulrich Wilhelm Graf Schwerin von Schwanenfeld
- Robert Stamm
- Berthold Schenk Graf von Stauffenberg
- Helmuth Stieff
- Carl-Heinrich von Stülpnagel
- Maria Terwiel
- Elisabeth von Thadden
- Fritz Thiele
- Adam von Trott zu Solz
- Peter Yorck von Wartenburg
- Erwin von Witzleben
- Langur

## Literatura
- Brigitte Oleschinski: Gedenkstätte Plötzensee. Berlín: Gedenkstätte Dt. Widerstand, 1997 (3. Auflage), ISBN 3926082054
- Historische Kommission zu Berlin, Helmut Engel et. al. (Hrsg.): Charlottenburg. Band 1: Die historische Stadt. Nicolaische Verlagsbuchhandlung, Berlín 1986, ISBN 3-87584-167-0.
- Thomas Waltenbacher: Zentrale Hinrichtungsstätten. Der Vollzug der Todesstrafe in Deutschland von 1937–1945. Scharfrichter im Dritten Reich. Zwilling-Berlin, Berlín 2008, ISBN 9783000242656
- Rüdiger von Voss und Gerhard Ringshausen (Hg): Die Predigten von Plötzensee. Zur Herausforderung des modernen Märtyrers. Lukas Verlag: Berlín 2009